# Bolina (mitologia)
Na mitologia grega, Bolina (grego antigo: Βολίνα) ou Boline (Βολίνη) era uma ninfa. De acordo com Pausânias, Bolina já foi uma donzela mortal da Acaia. Ela era amada pelo deus Apolo, e quando ele tentou se aproximar dela, Bolina fugiu dele e se jogou no mar para escapar de seus avanços. Então o deus a tornou imortal. No local onde Bolina caiu no mar, foi fundada a cidade Bolina.